# Albert Puigdollers
Albert Puigdollers Saperas (Granollers, 30 oktober 1980) is een Spaans profvoetballer. Hij speelt als verdedigende middenvelder bij CE Sabadell.

## Clubvoetbal
Puigdollers begon als clubvoetballer bij EC Granollers in zijn geboorteplaats. In 1996 kwam hij bij de jeugdopleiding van FC Barcelona. Puigdollers zou tot 2001 bij de club spelen, onder meer in het derde en tweede elftal. Na zijn vertrek bij FC Barcelona speelde de middenvelder voor het tweede elftal van Atlético Madrid (2001-2003) en dat van Málaga CF (2003-2004), Cultural Leonesa (2004-2005), CF Badalona (2005-2007) en CF Gavà. In 2009 kwam Puigdollers bij CE Sabadell. Met deze club promoveerde hij in 2011 van de Segunda División B naar de Segunda A.

## Nationaal elftal
Puigdollers werd in 2011 door bondscoach Johan Cruijff geselecteerd voor de wedstrijd van het Catalaans elftal tegen Tunesië.